# Pseudolån
Pseudolån är ord eller en fras som ser ut att vara lånord från ett annat språk och innehåller en eller flera komponenter från det andra språket, men inte finns alls eller inte finns med samma betydelse i det andra språket.
Pseudolån från engelska behandlas i artikeln pseudoanglicism.

## Lista över pseudofennicismeri svenskan
| Pseudofenicism | Svensk betydelse               | Egentligt finskt ord | Eventuell annan betydelse på finska och andra kommentarer |
| -------------- | ------------------------------ | -------------------- | --------------------------------------------------------- |
| jenka          | en dans där man dansar i en kö | letkajenkka          | schottis (stavas ”jenkka”)                                |

## Lista över pseudogallicismeri svenskan
| Pseudogallicism     | Svensk betydelse              | Egentligt franskt ord                                                   | Eventuell annan betydelse på franska och andra kommentarer |
| ------------------- | ----------------------------- | ----------------------------------------------------------------------- | --- |
| aladåb (à la daube) | kall rätt i stelnad gelé      | aspic; gelée de poisson (fiskaladåb), gelée de veau (kalvaladåb) o.s.v. | i gryta |
| blamage             | offentlig pinsam handling     | embarras                                                                | ingen; ursprungligen studentikos ordbildning i Tyskland |
| pain riche          | bröd som efterliknar baguette | baguette                                                                | Ingen annan betydelse, utom nonsensbetydelsen ”rikt bröd”. En äkta baguette måste bakas på ett visst sätt; de flesta baguetter i Sverige skulle inte godkännas i Frankrike. |

## Lista över pseudogermanismeri svenskan
| Pseudogermanism     | Svensk betydelse                     | Egentligt tyskt ord | Eventuell annan betydelse på tyska och andra kommentarer |
| ------------------- | ------------------------------------ | ------------------- | -------------------------------------------------------- |
| die dummen Schweden | påstådd tysk uppfattning om svenskar | Finns ej på tyska.  |                                                          |
| von oben            | nedlåtande                           | von oben herab      | ovanifrån (rumsligt)                                     |

## Lista över pseudoitalicismeri svenskan
| Pseudoitalicism | Svensk betydelse                                             | Egentligt italienskt ord | Eventuell annan betydelse på italienska och andra kommentarer |
| --------------- | ------------------------------------------------------------ | ------------------------ | ------------------------------------------------------------- |
| latte           | samma betydelse som caffè latte: en kaffedryck med mjölk     | caffè latte              | mjölk                                                         |
| piccolo         | hotellanställd man eller pojke som hanterar gästernas bagage | fattorino, facchino      | liten                                                         |

## Lista över pseudorussicismeri svenskan
| Pseudorussicism | Svensk betydelse      | Egentligt ryskt ord | Eventuell annan betydelse på ryska och andra kommentarer |
| --------------- | --------------------- | ------------------- | -------------------------------------------------------- |
| krasnijröd      | en speciell röd nyans | ?                   | krasnij = röd                                            |